# Rhyacopsyche mexicana
Rhyacopsyche mexicana är en nattsländeart som först beskrevs av Oliver S. Flint Jr. 1967.  Rhyacopsyche mexicana ingår i släktet Rhyacopsyche och familjen smånattsländor. Inga underarter finns listade i Catalogue of Life.